# Die Spielregel
Die Spielregel ist eine französische Filmkomödie von Jean Renoir aus dem Jahr 1939. Der Film wird zur Stilrichtung des Poetischen Realismus gezählt und stellt auf tragikomische Weise das Leben der französischen Oberschicht und ihrer Diener am Vorabend des Zweiten Weltkrieges dar. Bei seiner Premiere 1939 war Die Spielregel, der bis dahin teuerste französische Film, ein Misserfolg. Er wurde wegen seiner gesellschaftskritischen Haltung angefeindet und zeitweise sogar verboten. Inzwischen gilt der Film allgemein als einflussreicher Klassiker des Weltkinos.

## Handlung
In der Anfangsszene des Filmes landet der Pilot André Jurieux auf dem Flughafen Le Bourget bei Paris. Die Presse und Schaulustige sind anwesend, da er während seines sensationellen Transatlantikflugs mehrere Rekorde gebrochen hat. André hingegen ist zutiefst enttäuscht, da die aus Österreich stammende Christine – die Frau, für die er geflogen ist – nicht am Flughafen auf ihn wartet. In einem Radiointerview macht André seiner Wut über Christine mit deutlichen Worten Luft, was diese in ihrem Pariser Appartement im Radio mithört. Christine ist seit drei Jahren mit dem wohlhabenden Marquis Robert de la Chesnaye verheiratet. Durch das Radio erfahren nun viele von der Beziehung Christines mit André, die jedoch, wie sie ihrem Ehemann versichert, rein platonisch war. Christine und Robert versichern einander ihre Zuneigung. Doch auch Robert hat ein Geheimnis vor seiner Frau: die langjährige Affäre mit Geneviève. Aus schlechtem Gewissen und Angst, seine Frau könnte sich scheiden lassen, will Robert die Beziehung mit Geneviève beenden.
André ist tief bekümmert, doch sein Freund Octave, der zugleich ein enger Freund von Christine ist, will ihm unter die Arme greifen. Octave überredet Robert, den Flughelden auf ein Jagdwochenende einzuladen. Dieses Wochenende soll mit der feinen Gesellschaft außerhalb von Paris auf dem großzügigen Anwesen der Familie de la Chesnaye stattfinden. Dort bereitet der Wildhüter Schumacher inzwischen mit einigen Gehilfen die geplante Treibjagd vor. Dabei entdeckt man den ärmlichen Wilddieb Marceau, der sich mithilfe einiger geschickt gestellter Fallen selbst etwas Wild vom Anwesen Roberts fangen will. Schumacher nimmt Marceau gefangen und behandelt ihn hart, doch ein großzügig aufgelegter Robert bietet dem Wilddieb eine Anstellung als Diener an, die dieser dankend annimmt. Schon nach kurzer Zeit im Haus flirtet Marceau mit Lisette, dem Dienstmädchen von Christine. Unglücklicherweise ist Lisette aber bereits seit zwei Jahren mit Schumacher verheiratet. Schumacher hätte seine Frau Lisette am liebsten die ganze Zeit bei sich auf dem Anwesen, doch diese ist oft bei ihrer Herrin Christine in Paris. Dort kann die hübsche Lisette nämlich neben ihrer Ehe auch noch einige Affären führen.
Während dieses Wochenendes entwickelt sich ein munteres Liebestreiben, untermalt von einer brutalen Jagd auf die Tiere sowie einem aufwendigen Maskenball. André schafft es endlich, mit seiner großen Liebe Christine ins Gespräch zu kommen. Da Christine inzwischen die Affäre ihres Mannes mit Geneviève beobachtet hat, will die Enttäuschte gemeinsam mit André über Nacht flüchten. André zögert allerdings, da es gesellschaftliche Regeln gibt: Kann er in dem unsicheren und gefährlichen Beruf eines Piloten der Dame Christine den Lebensstandard bieten, den sie gewohnt ist? Das Zögern wiederum verärgert Christine. Robert und André prügeln sich zunächst wegen Christine, versöhnen sich aber anschließend. Dagegen eskaliert der Streit um Lisette zwischen ihrem Ehemann Schumacher und ihrem Verehrer Marceau. Schumacher jagt Marceau mit einer Pistole durch das Haus und bedroht dabei auch die feinen Gäste. Robert entlässt wegen des Zwischenfalls sowohl Schumacher als auch Marceau aus seinen Diensten. Unterdessen sucht Christine mit ihrem Jugendfreund Octave Abstand vom Trubel: Beide machen einen Spaziergang, dabei gestehen sie sich gegenseitig ihre Liebe und wollen davonlaufen. Die Liebesszene zwischen Octave und Christine im Gartenhaus wird von den entlassenen Bediensteten Schumacher und Marceau beobachtet. Da Christine den Umhang ihrer Dienerin Lisette trägt, denken die beiden Rivalen fatalerweise, dass hier ihre geliebte Lisette mit Octave noch einen dritten Verehrer trifft. Die beiden wollen Octave erschießen.
Octave kehrt ins Haus zurück, um seinen Mantel und Hut zu holen. Lisette hält Octave wegen der „Regeln“ davon ab, mit Christine zu gehen – er sei doch schließlich nur ein gescheiterter Künstler und könne ihr nichts bieten. Daher schickt Octave den verliebten André nach draußen zu Christine und gibt ihm seinen Mantel. Als André beim Gartenhaus ankommt, hält Schumacher ihn wegen des Mantels für Octave und erschießt ihn. Der Tod Andrés wird vom Marquis vor der Gesellschaft als Unfall ausgegeben.

## Themen
Die Spielregel entstand im Frühjahr 1939, nur wenige Monate vor dem Beginn des Zweiten Weltkrieges. Der Film wird heute als Kommentar auf die moralische Gefühllosigkeit der europäischen Oberschicht (und auch Mittel- und Unterschicht, durch die Diener verkörpert) direkt vor dem Krieg gesehen. Später sagte Regisseur Jean Renoir, er habe den Krieg kommen sehen, weshalb Die Spielregel ein Kriegsfilm sei, selbst wenn der Krieg im Film nicht direkt Erwähnung finde. Renoir wörtlich: „Was interessant am Film ist, vielleicht, ist sein Entstehungszeitpunkt. Es wurde zwischen München und dem Krieg gedreht, und ich machte den Film ganz beeindruckt, vollkommen eingenommen von dem Geisteszustand eines Teils der französischen Bevölkerung, eines Teils der englischen Bevölkerung, und eines Teils der Weltbevölkerung. Und ein Weg, diesen Geisteszustand zu interpretieren, hoffentlich für die ganze Welt, schien mir zu sein, nicht die Situation selbst anzusprechen, sondern eine frivole Geschichte zu erzählen. Ich suchte Inspiration bei Beaumarchais, bei Marivaux, den klassischen Autoren der Komödie.“

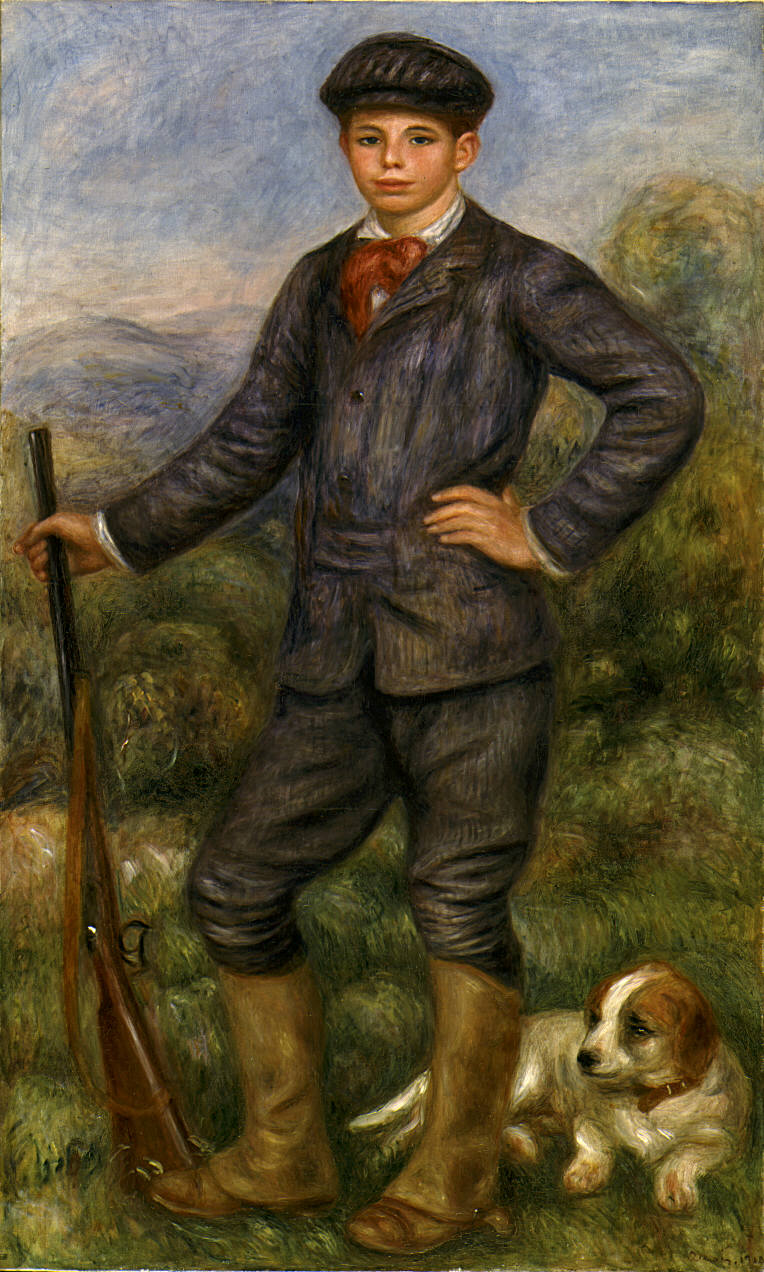
Sein Vater Pierre-Auguste Renoir hatte den jugendlichen Renoir als Jäger gemalt, obwohl dieser die Jagd verabscheute

Jean Renoir wollte die Menschen zeigen, wie sie zu diesem Zeitpunkt wirklich waren. Der Film sei eine „rekonstruierte Dokumentation“ gewesen, „eine Dokumentation über den Zustand der Gesellschaft zu einem bestimmten Zeitpunkt“. Renoir führte die damalige Ablehnung des Filmes darauf zurück, dass das Publikum seine offene Darstellung der Missstände nicht vertragen habe, und schlussfolgerte 1974 in seiner Autobiografie: „(…) die Wahrheit führt bei ihnen zu unangenehmen Gefühlen“. Kurz nach Beginn, aber auch nach dem Ende des Krieges wurde Die Spielregel in Frankreich verboten. Renoirs Biograf Roland Bergen schreibt, er habe den Nerv der Öffentlichkeit durch seine realitätsnahen Figuren im Film getroffen, indem er Menschen zeige, „die den Lauf der Dinge vielleicht hätten beeinflussen können, aber nichts taten, um den voranschreitenden Faschismus aufzuhalten; ja, die ihn zum Teil sogar begrüßten.“ In einer Szene mit dem Koch werden beispielsweise gar antisemitische Tendenzen in der französischen Gesellschaft gezeigt.
Die Jagdszene wird oft mit dem sinnlosen Töten im Krieg verglichen. Renoir wollte eine Bevölkerungsschicht zeigen, die grundlos tötet. Die Hobbyjäger, die wahllos auf Tiere feuern, dienen als Parabel auf weltpolitische Ereignisse. Renoir selbst war ein Gegner der Jagd und nannte sie eine „abscheuliche Demonstration von Grausamkeit“. Der Dreh der Jagdszenen fiel ihm aus diesem Grund auch am schwersten, und er filmte die Szenen nicht selbst.
Einer der bekanntesten Sätze im Film kommt von Octave, von Renoir selbst gespielt: „Du siehst, in der Welt gibt es eine schreckliche Sache, nämlich dass jeder seine Gründe hat.“ Renoir macht hier seinen Humanismus deutlich und zeigt, dass er die Menschen verstehen und mit ihnen fühlen will, obwohl er gleichzeitig ihre schlechten Seiten anprangert. Im Film gibt es zwar keine Helden, jede der Figuren hat gewisse Schwächen; aber gleichzeitig ist er so angelegt, dass keine Figur ausschließlich böse ist, sondern alle aus bestimmten Gründen schlecht handeln. Renoir wollte, dass der Film keine Schurkenrollen hat – der einzige Schurke des Filmes sollten die titelgebenden Gesellschaftsregeln sein. Indem Renoir die Rolle des Octave übernahm, blendete er sich selbst auch in die Handlung ein. Die Figur André, der gesellschaftliche Aufsteiger, sei das Opfer: Er versuche sich in eine Welt einzufügen, in die er nicht gehöre. Er verletze die Regeln und sterbe deshalb. André habe gedacht, dass er mit seinem heldenhaften Flug die Regeln durchbrechen könne; Christine habe dasselbe versucht, als sie ihrem Herz folgen wollte. „Die Welt besteht aus Cliquen … Jede dieser Cliquen hat ihre Bräuche und Sitten, sogar ihre eigene Sprache. Schlicht gesagt, die Welt besteht aus Regeln und diese Regeln bestimmen das Spiel.“ Renoir glaubte, dass das menschliche Verhalten durch Gesellschaftsregeln bestimmt wird, die zwar nicht mehr so offensichtlich wie bei Ludwig XIV. seien, aber insgeheim noch gleich streng.

## Entstehung und Veröffentlichung
| Figur                         | Darsteller       | Deutscher Sprecher |
| ----------------------------- | ---------------- | ------------------ |
| Marquis Robert de la Chesnaye | Marcel Dalio     | Herbert Stass      |
| André Jurieux                 | Roland Toutain   | Randolf Kronberg   |
| Geneviève de Marras           | Mila Parély      | Renate Küster      |
| Octave                        | Jean Renoir      | Martin Hirthe      |
| Edouard Schumacher            | Gaston Modot     | Claus Holm         |
| General                       | Pierre Magnier   | Paul Wagner        |
| Monsieur de St. Aubin         | Pierre Nay       | Joachim Nottke     |
| Küchengehilfe                 | Celestin         | Ingo Osterloh      |
| Ingenieur                     | André Zwoboda    | Hans Nitschke      |
| Gast Berthelin                | Tony Corteggiani | Walter Bluhm       |
| Gast                          | Roger Foster     | Joachim Pukaß      |

Der Film hatte am 7. Juli 1939 in Paris Premiere und war zunächst ein Misserfolg. Der berühmte Fotograf und Abenteurer Henri Cartier-Bresson war Assistenzregisseur von Renoir und übernahm ebenfalls eine kleine Rolle als Schlossdiener. Die legendäre Modemacherin Coco Chanel war für das Kostümdesign verantwortlich.
Im Oktober 1939 kurz nach Kriegsausbruch wurde der Film von der französischen Zensur verboten. Zur Begründung wurde angegeben, der Film sei deprimierend, morbide, unmoralisch und habe einen negativen Einfluss auf die Jugend.
Im Jahr 1942 wurde das Filmlabor der Herstellerfirma Gaumont in Boulogne-Billancourt bei einem alliierten Luftangriff getroffen und dabei die originalen Filmrollen zerstört. In der Zeit ab 1946 stand der Film nur in einer auf 85 Minuten gekürzten Fassung zur Verfügung. Erst 1956 wurden in den teilweise zerbombten Gebäuden von Gaumont anhand von Aufzeichnungen insgesamt 224 Schachteln mit teilweise doppelten Kopien, Schnittresten und Tonmischungen des Films gefunden. Aus diesen Teilstücken wurde eine restaurierte Fassung mit einer Länge von 106 Minuten erstellt, welche auch die heute verfügbare Fassung ist. Die fehlenden vier Minuten des Films gelten als verschollen.
Der Film hatte seine Premiere in Deutschland am 5. März 1968 mit einer Ausstrahlung in der ARD. Im Kino lief er erst am 24. November 1972 an. Die deutsche Synchronfassung (Buch und Regie) erstellte Hermann Gressieker.

## Rezeption
Die Spielregel gilt als Meisterwerk. So erfasst der US-amerikanische Aggregator Rotten Tomatoes fast ausschließlich wohlwollende Besprechungen und ordnet den Film damit als „Verbrieft Frisch“ ein. Es folgen einige repräsentative Pressestimmen:

„In Renoirs Meisterwerk verbergen sich unter einer komödiantischen Oberfläche Zeitkritik und bittere Skepsis; der Zusammenbruch der sanktionierten Lüge wird als sarkastisch-heiterer Reigen inszeniert, und die gesellschaftlichen ‚Spielregeln‘ jener Zeit entpuppen sich als selbstzerstörerische Konventionen. Dass Renoir die Stimmung im Vorkriegs-Frankreich präzise getroffen hatte, zeigte die Reaktion seiner Landsleute. Der Film wurde vom Publikum abgelehnt und im Oktober 1939 von der Zensur als ‚demoralisierend‘ verboten.“

„Renoir […] schuf mit diesem sowohl formal als auch inhaltlich überdurchschnittlichen Filmreigen ein Meisterwerk des Erzählkinos.“

„Die Spielregel ist eines dieser seltenen Werke höchster Kunst, das auf einer bestimmten Ebene keine Kunst sein muss, um zu überzeugen: Als unterhaltende Komödie betrachtet ist er ein Vergnügen, als Sozialparabel ein kritisches, pessimistisches Meisterwerk. Das Wunder ist, dass er auf beiden Ebenen gleichermaßen funktionieren kann und will.“

„Ich weiß keinen anderen Filmemacher, der so viel von sich selbst – und das beste von sich selbst – in einen Film gelegt hätte wie Jean Renoir in La Regle du Jeu.“

„Regisseur Jean Renoir inszenierte dieses brillante Liebesdrama um die Irrungen und Wirrungen in der ‚feinen‘ Gesellschaft. Die Spielregel ist der wohl bemerkenswerteste Film von Renoir. Am Vorabend des Zweiten Weltkriegs gedreht, ist das eine böse Satire auf die Gesellschaft jener Zeit mit all der Lüge und dem Selbstbetrug. Noch heute gilt er neben Die Nacht des Jägers und Citizen Kane als einer der besten Filme aller Zeiten.“

„Es sind viele kleine Spitzen und Beobachtungen, die dem Film Leben einhauchen. Die Adeligen, die sich dekadent, aber irgendwie auch liebenswürdig geben. Die Bediensteten, die beherrscht werden, aber auch herrschsüchtig sind – und nach unten treten. Die am Bodensatz der Gesellschaft stehenden wiederum sind bauernschlau, aber auch feige. Frankreich wird in all seiner Zerrissenheit zwischen Tradition und Moderne, Klassengesellschaft und Revolutionshistorie der Spiegel vorgehalten. So ist der Film heute, nach einem Dreivierteljahrhundert, noch sehenswert. Weil er seine Moral nicht in den Vordergrund stellt, immer Liebe zu den Menschen im Blick hat. Einfühlung und Verständnis statt Sarkasmus und erhobenem Zeigefinger – das waren die Leitlinien des großen humanistischen Regisseurs Jean Renoir.“

Jean Renoir erhielt für Die Spielregel 1966 den Bodil-Preis für den besten europäischen Film. Von 1952 bis 2022 befand er sich kontinuierlich in der Top Ten der Umfrage nach dem besten Film aller Zeiten, die von der renommierten Filmzeitschrift Sight and Sound alle zehn Jahre durchgeführt wird; in der aktuellsten Umfrage von 2022 belegt Die Spielregel den dreizehnten Platz (critics' poll). Insgesamt listet They Shoot Pictures, Don’t They? Die Spielregel unter den 10 angesehensten Werken der Filmgeschichte.

## Sonstiges
Es gibt eine französische Zeitschrift mit dem Titel La règle du jeu. Sie wurde 1990 gegründet von Bernard-Henri Lévy, heute Herausgeber der Zeitschrift.